# Prudential Tour 1999
De Prudential Tour 1999 was een wielerkoers in Groot-Brittannië, die werd gehouden van zondag 23 mei tot en met zaterdag 29 mei 1999. Het was de tweede editie van deze meerdaagse profwielerronde onder deze naam, die van 1997 tot 1995 werd verreden als de Kellogg's Tour of Britain. In 2004 ging de wedstrijd verder onder de naam Tour of Britain (Nederlands: Ronde van Groot-Brittannië). De eindzege ging naar de Belg Marc Wauters.

## Etappe-overzicht
| etappe | datum  | start       | finish      | afstand  | winnaar          | klassementsleider |
| ------ | ------ | ----------- | ----------- | -------- | ---------------- | ----------------- |
| 1e     | 23 mei | Westminster | Westminster | 81 km    | Léon van Bon     | Léon van Bon      |
| 2e (A) | 24 mei | Medway      | Portsmouth  | 179 km   | Julian Dean      | Léon van Bon      |
| 2e (B) | 24 mei | Portsmouth  | Portsmouth  | 6.7 km   | Chris Boardman   | Léon van Bon      |
| 3e     | 25 mei | Winchester  | Bristol     | 167 km   | Benoît Joachim   | Benoît Joachim    |
| 4e     | 26 mei | Bristol     | Swansea     | 172 km   | Raimondas Rumšas | Benoît Joachim    |
| 5e     | 27 mei | Swansea     | Birmingham  | 214 km   | Stuart O'Grady   | Benoît Joachim    |
| 6e     | 28 mei | Liverpool   | Blackpool   | 158 km   | George Hincapie  | Marc Wauters      |
| 7e (A) | 24 mei | Carlisle    | Edinburgh   | 147.5 km | Rob Hayles       | Marc Wauters      |
| 7e (B) | 24 mei | Edinburgh   | Edinburgh   | 40 km    | Julian Dean      | Marc Wauters      |

## Etappe-uitslagen

### 1e etappe
| Westminster – Westminster (81 km) |                 |                   |          |
| Plaats                            | Naam            | Ploeg             | Tijd     |
| Winnaar                           | Léon van Bon    | Rabobank          | 1u41'49" |
| 2                                 | George Hincapie | US Postal Service | z.t.     |
| 3                                 | Stuart O'Grady  | Crédit Agricole   | z.t.     |

### 2e etappe A
| Medway – Portsmouth (179 km) |                 |                   |          |
| Plaats                       | Naam            | Ploeg             | Tijd     |
| Winnaar                      | Julian Dean     | US Postal Service | 4u38'13" |
| 2                            | George Hincapie | US Postal Service | z.t.     |
| 3                            | Léon van Bon    | Rabobank          | z.t.     |

### 2e etappe B
| Portsmouth – Portsmouth (individuele tijdrit over 6.7 km) |                |                 |         |
| Plaats                                                    | Naam           | Ploeg           | Tijd    |
| Winnaar                                                   | Chris Boardman | Crédit Agricole | 8'15"96 |
| 2                                                         | Erik Dekker    | Rabobank        | +2" 39  |
| 3                                                         | Jens Voigt     | Crédit Agricole | +5" 36  |

### 3e etappe
| Winchester – Bristol (167 km) |                |                    |          |
| Plaats                        | Naam           | Ploeg              | Tijd     |
| Winnaar                       | Benoît Joachim | US Postal Service  | 4u38'13" |
| 2                             | David McKenzie | Linda McCartney RT | +00' 14" |
| 3                             | Mirko Puglioli | Amore e Vita       | z.t.     |

### 4e etappe
| Bristol – Swansea (172 km) |                  |                        |          |
| Plaats                     | Naam             | Ploeg                  | Tijd     |
| Winnaar                    | Raimondas Rumšas | Mróz                   | 4u39'10" |
| 2                          | Jens Voigt       | Crédit Agricole        | +00' 06" |
| 3                          | Juris Silovs     | Team Home-Jack & Jones | +00' 14" |

### 5e etappe
| Swansea – Birmingham (214 km) |                     |                        |          |
| Plaats                        | Naam                | Ploeg                  | Tijd     |
| Winnaar                       | Stuart O'Grady      | Crédit Agricole        | 5u42'35" |
| 2                             | Jacob Moe Rasmussen | Acceptcard Pro Cycling | z.t.     |
| 3                             | Jay Sweet           | Big Mat-Auber 93       | +01' 28" |

### 6e etappe
| Liverpool – Blackpool (158 km) |                 |                   |          |
| Plaats                         | Naam            | Ploeg             | Tijd     |
| Winnaar                        | George Hincapie | US Postal Service | 3u50'45" |
| 2                              | Piotr Wadecki   | Mróz              | z.t.     |
| 3                              | John Tanner     | Team Men's Health | +01' 12" |

### 7e etappe A
| Carlisle – Edinburgh (147.5 km) |                |                  |          |
| Plaats                          | Naam           | Ploeg            | Tijd     |
| Winnaar                         | Rob Hayles     | Groot-Brittannië | 3u36'31" |
| 2                               | Stuart O'Grady | Crédit Agricole  | z.t.     |
| 3                               | Pascal Lino    | Big Mat-Auber 93 | z.t.     |

### 7e etappe B
| Edinburgh – Edinburgh (40 km) |                   |                        |          |
| Plaats                        | Naam              | Ploeg                  | Tijd     |
| Winnaar                       | Julian Dean       | US Postal Service      | 0u56'45" |
| 2                             | Nicolai Bo Larsen | Team Home-Jack & Jones | z.t.     |
| 3                             | Erik Dekker       | Rabobank               | z.t.     |

## Eindklassementen
| Plaats    | Naam                | Ploeg                  | Tijd      |
| --------- | ------------------- | ---------------------- | --------- |
| Gele trui | Marc Wauters        | Rabobank               | 29u32'26" |
| 2         | Benoît Joachim      | US Postal Service      | +00' 02"  |
| 3         | Bjørnar Vestøl      | Acceptcard Pro Cycling | +01' 22"  |
| 4         | Jens Voigt          | Crédit Agricole        | +01' 37"  |
| 5         | Raimondas Rumšas    | Mróz                   | +01' 42"  |
| 6         | Patrick Jonker      | Rabobank               | +01' 57"  |
| 7         | Jonathan Vaughters  | US Postal Service      | +01' 59"  |
| 8         | Nicolai Bo Larsen   | Team Home-Jack & Jones | +02' 29"  |
| 9         | Lylian Lebreton     | Big Mat-Auber 93       | +02' 34"  |
| 10        | Massimo Gimondi     | Amore e Vita           | +03' 15"  |
| 11        | Erik Dekker         | Rabobank               | +03' 37"  |
| 12        | Christopher Newton  | Linda McCartney        | +03' 54"  |
| 13        | Jacob Moe Rasmussen | Acceptcard Pro Cycling | +03' 57"  |
| 14        | Piotr Przydział     | Mróz                   | +04' 31"  |
| 15        | Matt Stephens       | Harrods                | +03' 42"  |
| 16        | Paul Esposti        | Team Men's Health      | +04' 53"  |
| 17        | Ciarán Power        | Ierland                | +05' 12"  |
| 18        | Juris Silovs        | Team Home-Jack & Jones | +05' 44"  |
| 19        | Gethin Butler       | Team Men's Health      | +05' 50"  |
| 20        | Mirko Puglioli      | Amore e Vita           | +06' 09"  |

| Plaats      | Naam           | Ploeg                  | Punten |
| ----------- | -------------- | ---------------------- | ------ |
| Groene trui | Juris Silovs   | Team Home-Jack & Jones | 66     |
| 2           | Marc Wauters   | Rabobank               | 49     |
| 3           | David McKenzie | Linda McCartney RT     | 43     |

| Plaats    | Naam         | Ploeg                  | Punten |
| --------- | ------------ | ---------------------- | ------ |
| Rode trui | Juris Silovs | Team Home-Jack & Jones | 78     |
| 2         | Jay Sweet    | Big Mat-Auber 93       | 58     |
| 3         | Jens Voigt   | Crédit Agricole        | 48     |

| Plaats | Ploeg             | Tijd      |
| ------ | ----------------- | --------- |
|        | Big Mat-Auber 93  | 88u40'55" |
| 2      | Rabobank          | +02' 00"  |
| 3      | US Postal Service | +02' 25"  |

1987 · 
1988 · 
1989 · 
1990 · 
1991 · 
1992 · 
1993 · 
1994 · 
1995 · 
1996 · 
1997 · 
1998 · 
1999 · 
2000 · 
2001 · 
2002 · 
2003 · 
2004 · 
2005 · 
2006 · 
2007 · 
2008 · 
2009 · 
2010 · 
2011 · 
2012 · 
2013 · 
2014 · 
2015 · 
2016 ·
2017 · 
2018 ·
2019 ·
2020 · 
2021 · 
2022 · 
2023 · 
2024 ·